# Empresa de Saneamento de Mato Grosso do Sul

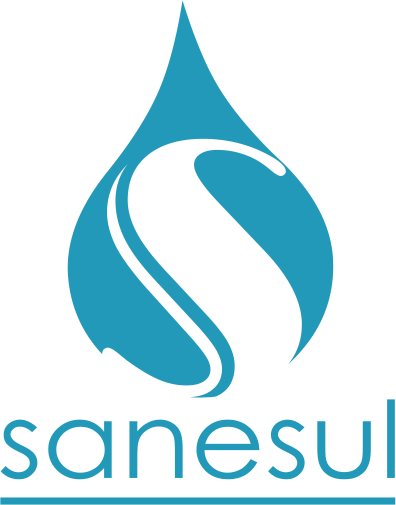
Logotipo da empresa

A Empresa de Saneamento do Estado de Mato Grosso do Sul (SANESUL) é a empresa de abastecimento de água e saneamento básico do estado brasileiro de Mato Grosso do Sul.
A Sanesul foi criada junto com o estado do Mato Grosso do Sul, a partir da Sanemat (Empresa de Saneamento de Mato Grosso), herdando daquela 17 sistemas em operação, com um total de 52.200 ligações de água e esgoto.
As cidades operadas eram: Anastácio, Aparecida do Taboado,  Aquidauana, Bonito, Campo Grande, Cassilândia, Corumbá, Dourados, Fátima do Sul, Glória de Dourados, Jardim, Jateí, Ladário, Miranda, Paranaíba, Ponta Porã e Porto Murtinho.
Ao final de 1979, ano de sua criação, a Sanesul já contava com 66.360 ligações e com mais duas cidades em operação: Caarapó e Rio Negro.
Com o Planasa (Plano Nacional de Saneamento), instituído pelo Banco Nacional da Habitação na década de 70, cujo principal objetivo era aumentar o nível de cobertura em abastecimento de água no Brasil, a Sanesul, captando recursos desse programa, fecha o ano de 1982 com 59 cidades em operação e 118.890 ligações de água e 24.088 de esgotos.
Daquele ano para cá foram incorporados outras localidades e atualmente são operados 123 sistemas sendo 68 municípios e 55 distritos, totalizando 123 localidades atendidas. A Sanesul só não atende os municípios de Campo Grande, Rochedo, Jaraguari, Corguinho, Bandeirantes, Bela Vista, Glória de Dourados, Costa Rica, São Gabriel do Oeste, Cassilândia e Paraíso das Águas.
Entre seus ex-presidentes, está José Carlos Barbosa.